# دارلين هارد
دارلين هارد (بالإنجليزية: Darlene Hard) (مواليد 6 يناير 1936 في لوس أنجلوس)، هي لاعبة كرة مضرب أمريكية تلعب باليد اليمنى. كما أنها إحدى بطلات الجراند سلام. أعلى تصنيف لها في الفردي كان المركز الـ 2 في سنة 1957.

## بطولات حققتها
- بطولة ويمبلدون
- بطولة أمريكا المفتوحة للتنس

## روابط خارجية
- دارلين هارد على موقع رابطة محترفات التنس (الإنجليزية)
- دارلين هارد على موقع الاتحاد الدولي لكرة المضرب (الإنجليزية)
- دارلين هارد على موقع كأس بيلي جين كينغ (الإنجليزية)
- دارلين هارد على موقع قاعة مشاهير كرة المضرب الدولية (الإنجليزية)
- دارلين هارد على موقع خلاصة التنس.كوم (الإنجليزية)
- على موقع رابطة محترفات كرة المضرب